# Mate Boban
Mate Boban, né le 12 février 1940 à Sovići, royaume de Yougoslavie (aujourd'hui en Bosnie-Herzégovine) et mort le 7 juillet 1997 à Mostar, est un homme politique croate d'Herzégovine et l'un des principaux leader des Croates de Bosnie-Herzégovine durant la guerre de Bosnie. Il est le premier et dernier président de la république d'Herceg-Bosna, province autonome auto-proclamée et jamais reconnue qui exista entre 1991 et 1995.

## Biographie

### Avant la guerre de Bosnie
Mate Boban est né le 12 février 1940 à Sovići, dans la municipalité de Grude dans le royaume de Yougoslavie (aujourd'hui en Bosnie-Herzégovine). Il s'occupe d'une société de publication à Imotski (RS Croatie) puis travaille dans une fabrique de tabac à Zagreb. Il était membre du parti communiste.
Lors de sa création en 1989, il rejoint le HDZ (Union démocratique croate), et se fait élire de l'Assemblée parlementaire de la Bosnie-Herzégovine. Il est nommé vice-président puis président du HDZ en Bosnie-Herzégovine.

### République d'Herceg-Bosna
Le 18 novembre 1991, Mate Boban proclame l'existence de la « communauté croate d'Herzeg-Bosna » comme un « ensemble politique, culturel, économique et territoriale » sur le territoire de la RS Bosnie-Herzégovine selon la politique de division de la Bosnie-Herzégovine entre Croates et Serbes, défini par Franjo Tuđman et Slobodan Milošević lors de la rencontre de Karađorđevo,. Boban rencontre Radovan Karadžić, le président de la Republika Srpska (République serbe de Bosnie) en mai 1992 à Graz en Autriche et les deux leader se mettent d'accord pour une coopération dans la division de la Bosnie-Herzégovine. Les deux hommes se rencontrent une nouvelle fois le 2 septembre 1993 au Monténégro pour coordonner leurs actions après le rejet du plan Vance-Owen par les Bosniaques.
Selon le TPIY, Mate Boban est suspecté d'avoir ordonné l'assassinat de Croates de Bosnie-Herzégovine qui s'opposaient à ses plans notamment Stjepan Kljuić, Blaž Kraljević et Tomislav Dretar.

### Guerre de Bosnie-Herzégovine
L'accord entre Mate Boban et Radovan Karadžić prévoyait l'aide des Serbes aux Croates contre l'Armée de la République de Bosnie-Herzégovine (majoritairement bosniaque) et l'union d'une partie de la Bosnie-Herzégovine à la Croatie. Les tensions entre Croats et Bosniaques s'intensifie entre juin 1992 et 1993 et à la suite de nombreuses provocations et actes hostiles des Croates, la guerre ouverte débute en avril 1993. Une milice croate, le HVO (Conseil de défense croate) attaque et expulse des Bosniaques au centre et au sud de la Bosnie-Herzégovine et est responsable des massacre de Stupni Do et d'Ahmici.
Devant le prix élevé, tant politique qu'économique, du soutien de la République de Croatie à la guerre en Bosnie et au HVO, les États-Unis forcent un traité de paix, les accords de Washington entre les Croates et la république de Bosnie-Herzégovine en mars 1994 et avec l'aide du pape Jean-Paul II force l'exclusion de Mate Boban.

### Après guerre
À la suite des accords de Washington et de la fin de l'Herzeg-Bosna, Boban prend sa retraite. En juillet 1997, il a un accident vasculaire cérébral et meurt trois jours plus tard à l'hôpital de Mostar. Il a été évoqué la possibilité que sa mort ait été mise en scène afin d'éviter sa mise en accusation par le TPIY.